# Komijská kuchyně

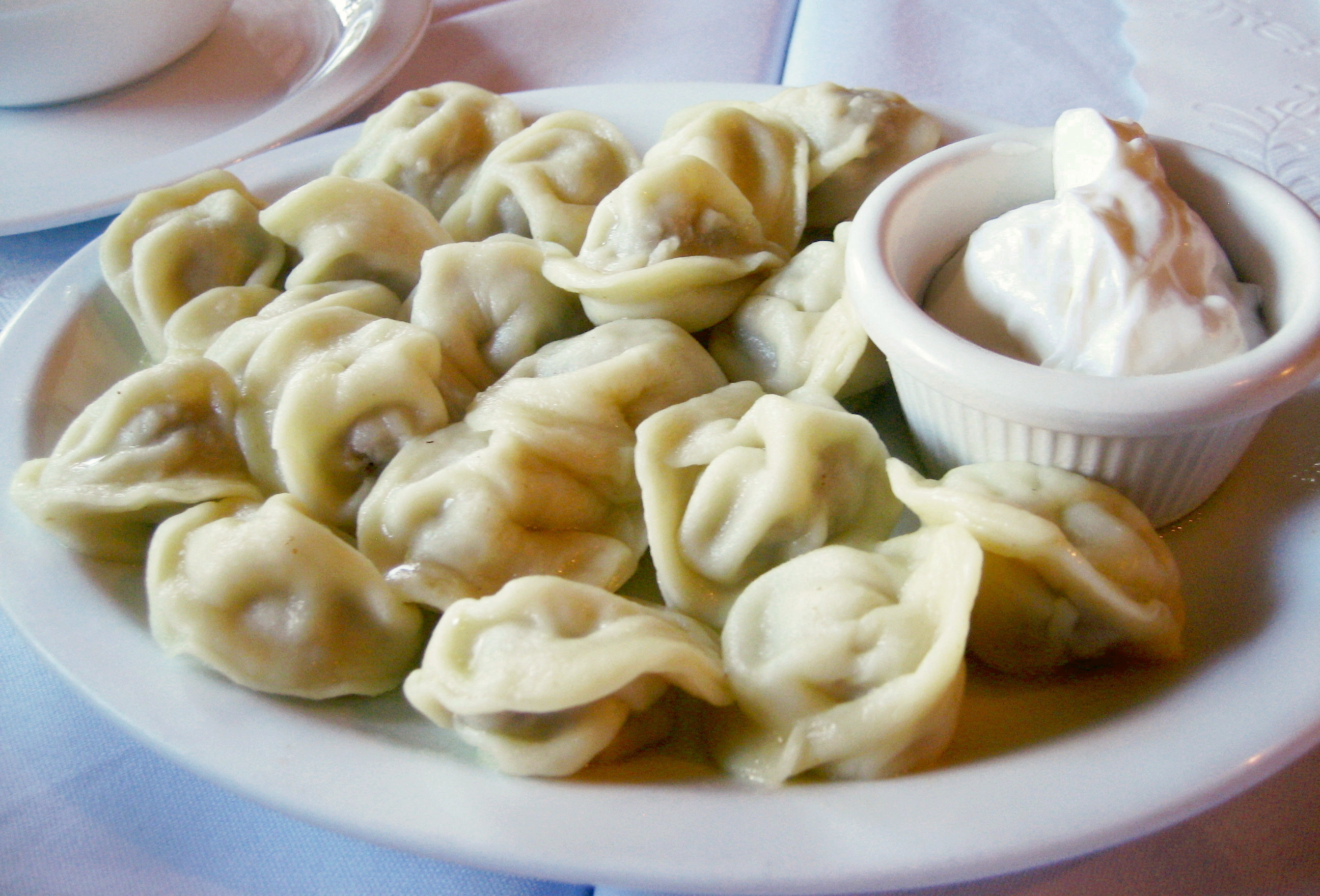
Pelmeně

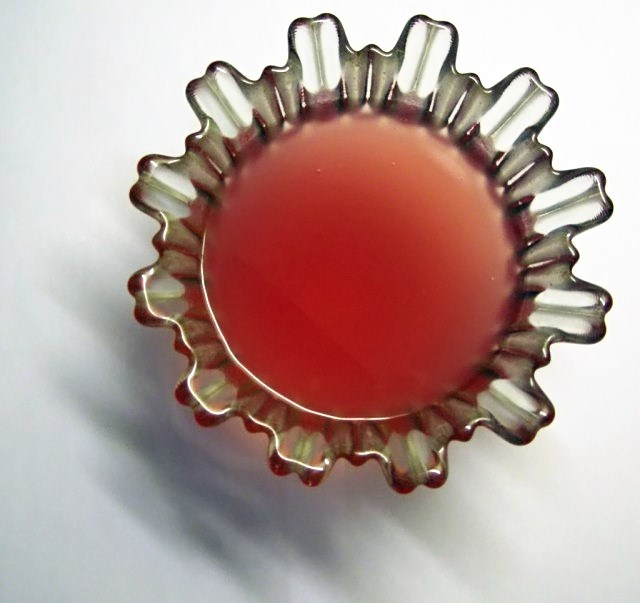
Kysel

Kuchyně národa Komi je velmi ovlivňována ruskou kuchyní, ale má mnoho vlastních specialit. Kuchyně se také v každé části Komijské republiky liší: na severu se používá mnohem více masa, často sobího, které se suší. Na jihu se používá více ryb, drůbeže, obilovin a brambor. V komijské kuchyni se připravuje mnoho polévek (komijsky šyd), které jsou obvykle kyselé a přidává se do nich smetana, houby, brambory, kysané zelí nebo ječmen.

## Příklady komijských pokrmů
Příklady komijských pokrmů:
- Čerinjaň, slaný koláč s rybím masem
- Pelmeně, plněné taštičky z těsta
- Šanga, miska z těsta, plněná bramborovou kaší nebo tvarohem[3]
- Yukva, rybí vývar
- Různé kaše
- Chléb
- Kysel, rosolovitý dezert z ovoce a cukru[4]